# Moving Cloud
Moving Cloud is een Ierse groep, voornamelijk uit Ennis, County Clare, Ierland afkomstig. Het is een traditioneel kwintet opgericht in 1989. De groep speelt een grote variatie van dansstijlen zoals jigs, reels, horn pipes, barn dances, clogs, walsen, polka's en flings. Manus McGuire speelde voorheen bij de groep Buttons & Bows.
Bezetting van Moving Cloud:
- Paul Brock – accordeon en melodeon
- Maeve Donnelly – fiddle en viola
- Manus McGuire – fiddle
- Kevin Crawford – fluit, tin whistle en bodhrán
- Carl Hession – piano

Gastmuzikanten zijn Trevor Hutchinson op contrabas, Adele O'Dwyer op cello en Garry O'Brian op slaggitaar.
Discografie:
- Moving Cloud (Green Linnet, 1995)
- Fox Glove (Green Linnet, 1998)